# Ист-Сент-Луис
Ист-Сент-Лу́ис (англ. East St. Louis, Восточный Сент-Луис) — город на севере США, в округе Сент-Клэр, штат Иллинойс. Расположен на берегу реки Миссисипи. По переписи населения 2010 года в городе проживали 27 006 человек (менее трети от численности 1950 года — 82 366 человек). Город был четвёртым по величине в Иллинойсе, но его экономика сильно пострадала во второй половине XX века от реструктуризации железнодорожной отрасли и деиндустриализации «ржавого пояса», в результате чего было потеряно большинство рабочих мест.
Одной из достопримечательностей города является Gateway Geyser, самый высокий фонтан в США и самый высокий в мире до сооружения фонтана Фахда. Разработан для дополнения монументальной арки Gateway Arch в Сент-Луисе, выбрасывает воду на высоту 190 м, что равно высоте арки.

## География
Ист-Сент-Луис расположен на берегу реки Миссисипи (38°36′56″ с. ш. 90°07′40″ з. д.).
По данным Бюро переписи населения США, город имеет общую площадь 37,3 км² (14,4 миль²), из которых 1 км² (0,4 миль²) территории — вода.
Климат города характерен жарким летом и холодной зимой. 14 июля 1954 года температура в Восточном Сент-Луисе достигла 48 °C (117 °F) — самая высокая температура за всю историю наблюдений в штате Иллинойс.

## Демография
По данным переписи населения 2000 года, общая численность населения составляла 31 542 человека. Зарегистрировано 11 178 домовладений и 7668 семей. По данным переписи 2010 года население упало до 27 006 человек.
Распределение населения по расовому признаку:
- белые — 1,23 %
- афроамериканцы — 97,74 %
- коренные американцы — 0,19 %
- азиаты — 0,08 %
- латиноамериканцы — 0,73 % и др.

Из 11 178 домовладений города, в 33,2 % имелись дети в возрасте до 18 лет проживающие вместе с родителями, 21,9 % — супружеские пары, живущие вместе, 40,6 % — женщины без мужей, а 31,3 % не имели семьи. 10,4 % всех домовладений состоят из одиноких людей в возрасте 65 лет и старше. Средний размер домовладения 3,80 человек, а средний размер семьи — 4,02.
Распределение населения по возрасту:
- до 18 лет — 32,8 %
- от 18 до 24 лет — 9,7 %
- от 25 до 44 лет — 24,6 %
- от 45 до 64 лет — 20,3 %
- от 65 лет — 12,5 %

Средний возраст составляет 31 год. На каждые 100 женщин приходится 81,5 мужчин. На каждые 100 женщин возрастом 18 лет и старше — 72,5 мужчин.
Годовой доход на домовладение составляет в среднем $ 21 324, на семью — $ 24 567. Доход на душу населения — $ 11 169. Средний доход мужчин — $ 27 864, женщин — $ 21 850.

## История
В этой местности, по обе стороны реки Миссисипи, издавна жили племена коренных американцев. Позднее их поселения и стали Сент-Луисом и Восточным Сент-Луисом. Своё название город получил после Луизианской покупки в 1803 году, тогда здесь начали селиться американцы европейского происхождения. Ранее деревня была известна под именем «Иллинойстаун».

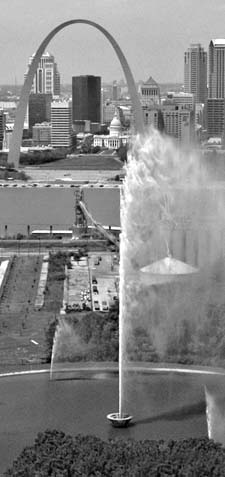
Фонтан Gateway Geyser на фоне арки Gateway Arch

После гражданской войны промышленность развивалась бурными темпами. Предприятия сосредотачиваются в Восточном Сент-Луисе из-за близости к залежам иллинойсского угля, использовавшегося в качестве топлива. Дальнейший рост промышленности сопровождался массовым использованием бизнесменами кредитов, а за паникой 1873 года последовал экономический коллапс. Это было связано с расширением железной дороги и некоторых других производственных отраслей, спекуляциями с землёй и высокой инфляцией. Железнодорожные компании резко снизили заработную плату рабочих, а также сокращали рабочие места и количество оплачиваемых часов. Эти и ряд другим мер жёсткой экономии привели к массовым забастовкам и беспорядкам.
Многие забастовки в первой половине 1877 года сопровождались насилием, но к лету они проходили уже мирно. 22 июля представители почти всех железнодорожных компаний региона встретились в Восточном Сент-Луисе. Был избран исполком команды забастовщиков и введён Генеральный приказ № 1, остановивший все железнодорожные перевозки, кроме пассажирских и почтовых. Джон Боумен, мэр Восточного Сент-Луиса, был назначен арбитром комитета. 28 июля американские войска захватили командный центр коммуны и забастовка закончилась мирно.
В 1917 году в Восточном Сент-Луисе была сильная индустриальная экономика. Первая мировая война помешала иммиграции из Европы, а многие рабочие стали добровольцами в армию США. В итоге крупные компании нанимали специалистов с юга. Эта рабочая сила была доступней, из-за отказа армии принимать добровольцев из числа афроамериканцев. Всё это привело к первому периоду Великого переселения народов, когда афроамериканцы из бедных районов юга с сельской экономикой переселялись в промышленные города севера.

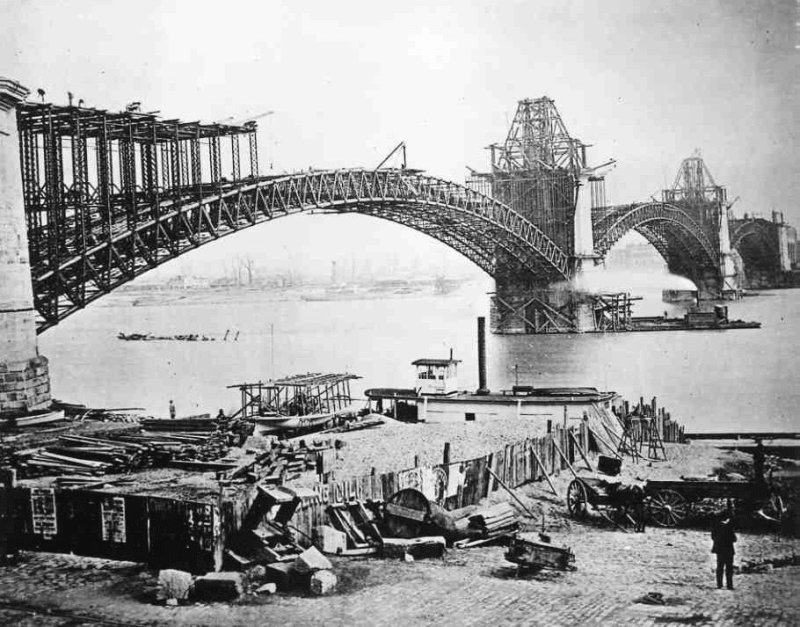
Строительство моста Идс-бридж, соединяющего Сент-Луис и Восточный Сент-Луис (1874)

Наплыв темнокожих привёл к росту социальной напряжённости. 28 мая на заседании объединения белых мужчин распространились слухи о связях между чёрными мужчинами и белыми женщинами. Трёхтысячная толпа покинула заседание и направились в центр города, где они напали на чёрных мужчин на улице. Разъярённая толпа разрушала здания, избивала людей, ими был убит 14-летний подросток и его мать, уничтожены более 244 зданий. Губернатор обратился к Национальной гвардии, с просьбой предотвратить дальнейшие беспорядки, но пошли слухи об организованной мести чернокожих.
1 июля 1917 года чёрный напал на белого и белые со стрельбой отправились мстить. Когда полиция проводила расследование, их атаковал другой чёрный, был ранен по крайней мере один сотрудник полиции. Следующим утром тысячи белых разгромили чёрный квартал города. Бунтовщики сжигали дома, расстреливали чёрных, а нескольких линчевали.
Расцвет города приходится на 1950-е года и позже. В 1959 году город был награждён премией «All-America City Award» (с англ. — «Всеамериканский город») присуждаемой Национальной гражданской лигой, которую неофициально называют «Нобелевской премией за конструктивное гражданство» и которая выдается за активную гражданскую позицию жителей некорпоративных сообществ Соединённых Штатов в жизни местного самоуправления. Творческой силой Восточного Сент-Луиса стали музыканты, исполнители блюза, рок-н-ролла и джаза. Некоторые из них достигли признания на национальной и мировой сценах.

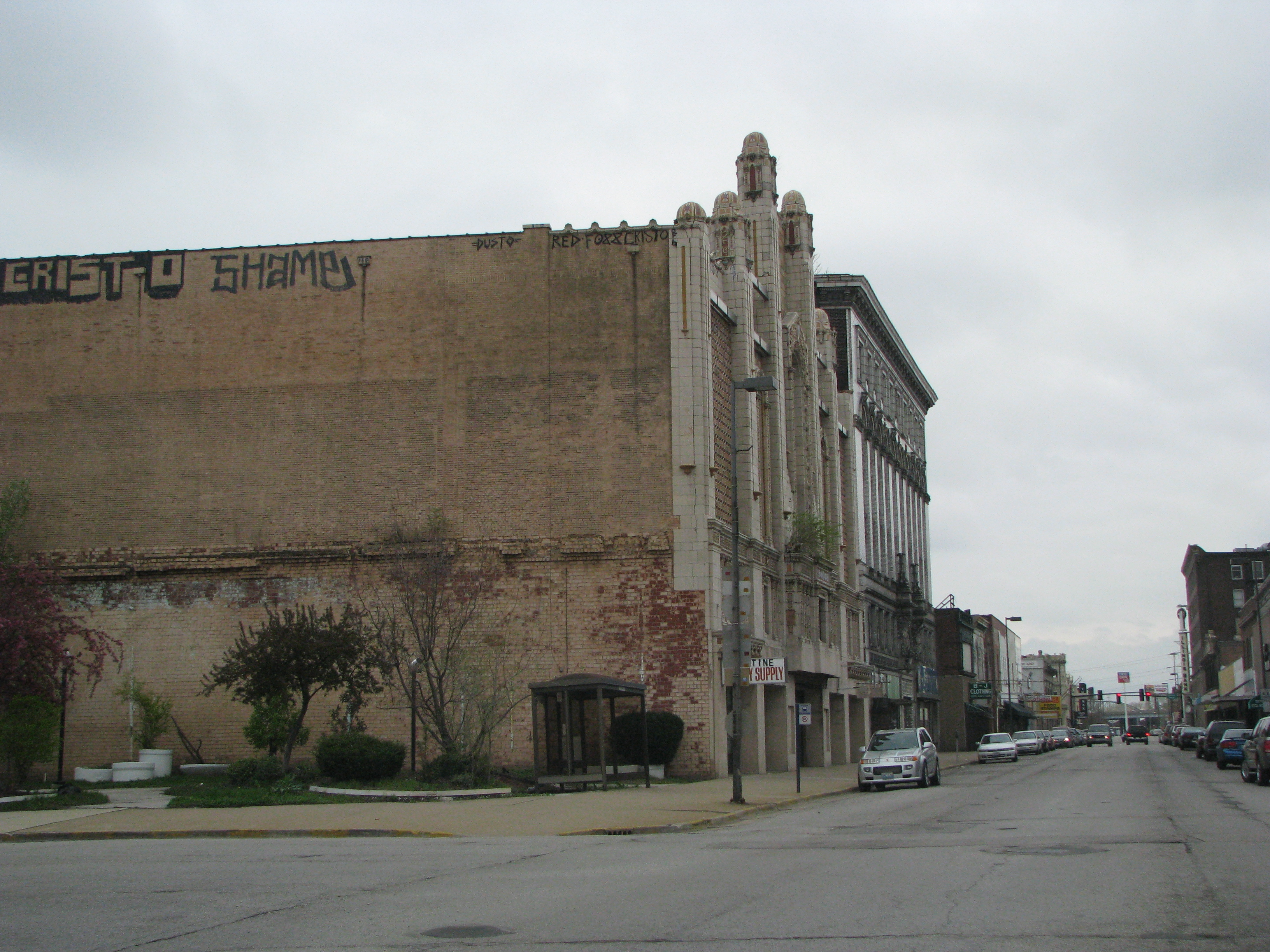
Театр Majestic Theatre

Во второй половине XX века город сильно пострадал от реструктуризации железнодорожного транспорта. Местные промышленные предприятия стали закрываться, начались перемещения рабочих мест из региона. Это привело к стремительному сокращению рабочего и среднего класса города. Избранный в 1951 году мэр Элвин Филдс пытался провести некоторые меры финансирования, которые привели к повышению обязательств по облигационным займам и росту налога на имущество.
Из-за высокого уровня бедности и отсутствия возможностей заработка стремительно возрос уровень преступности. На улицах города появились банды. В 1960-х годах здесь часто происходили беспорядки. Строительство автострад вблизи города способствовало снижению уровня преступности. Вскоре были приняты программы развития Ист-Сент-Луиса, направленные на увеличение занятости жителей. Но они не смогли компенсировать все последствия реструктуризации промышленности.

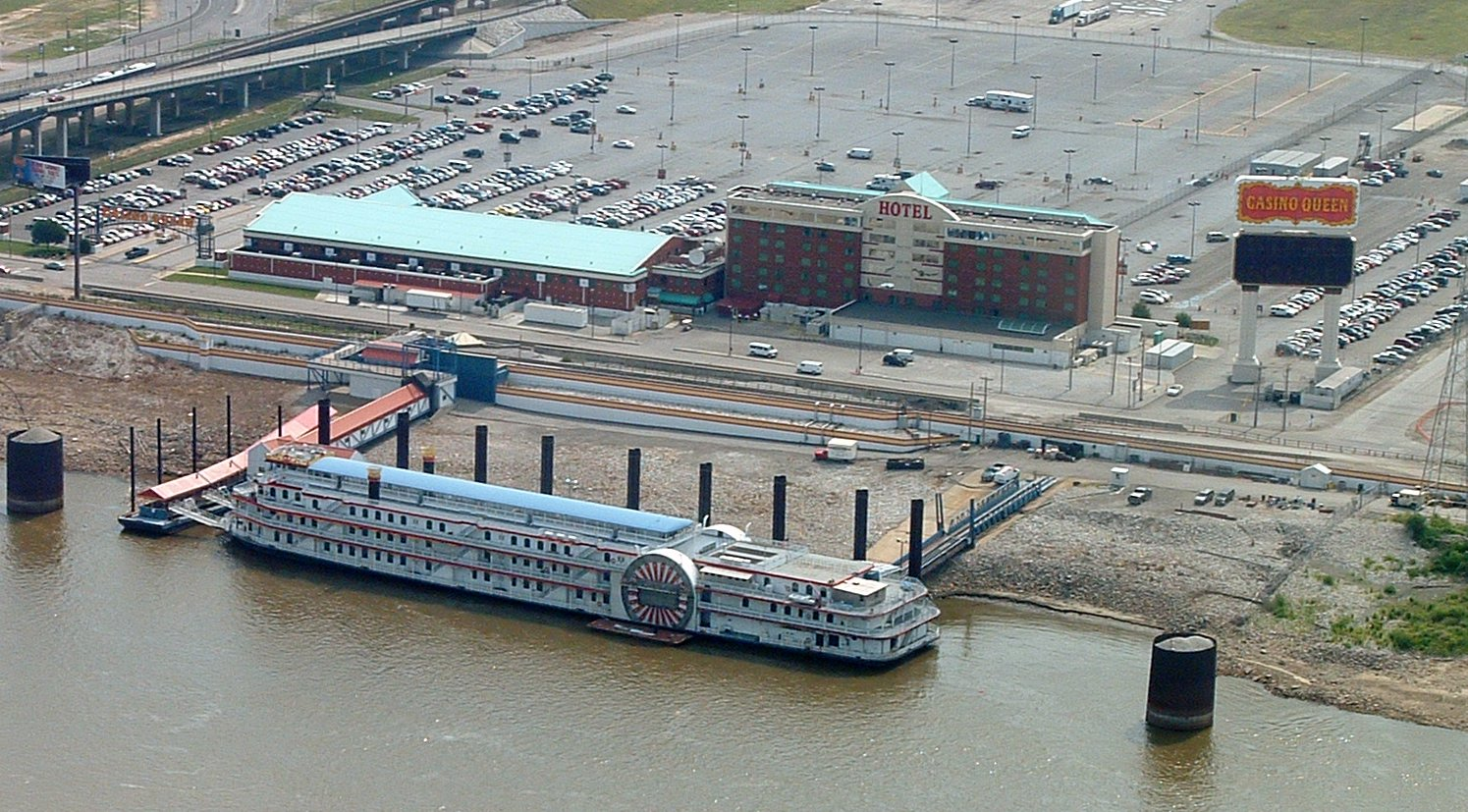
Казино на лодке Casino Queen

В 1971 году Джеймс Уильямс стал первым афроамериканцем, избранным на пост мэра города, однако не смог изменить ситуацию. В 1979 году мэром стал 25-летний Карл Офицер — самый молодой глава города в стране на то время. Положение дел Восточного Сент-Луиса продолжало усугубляться: средний класс уже полностью покинул его, отправившись туда, где есть работа, что привело к ещё большему сокращению расходов на техническое обслуживание, канализацию. Полностью прекратился вывоз мусора, были отключены радиостанции, полиция города перестала использовать машины.
В 1980-х годах государство включилось в работу по финансовому спасению города. В 1990 году было открыто огромное казино Casino Queen, ставшее фактически первым новым источником доходов за прошедшие 30 лет. В 1991 году мэром избран Гордон Буш.
В течение последнего десятилетия, город завершил несколько проектов реконструкции: в 2001 году открылась новая библиотека, построена новая ратуша. Частное и государственное партнёрство позволили построить ряд новых торговых центров и жилых комплексов.

## Преступность

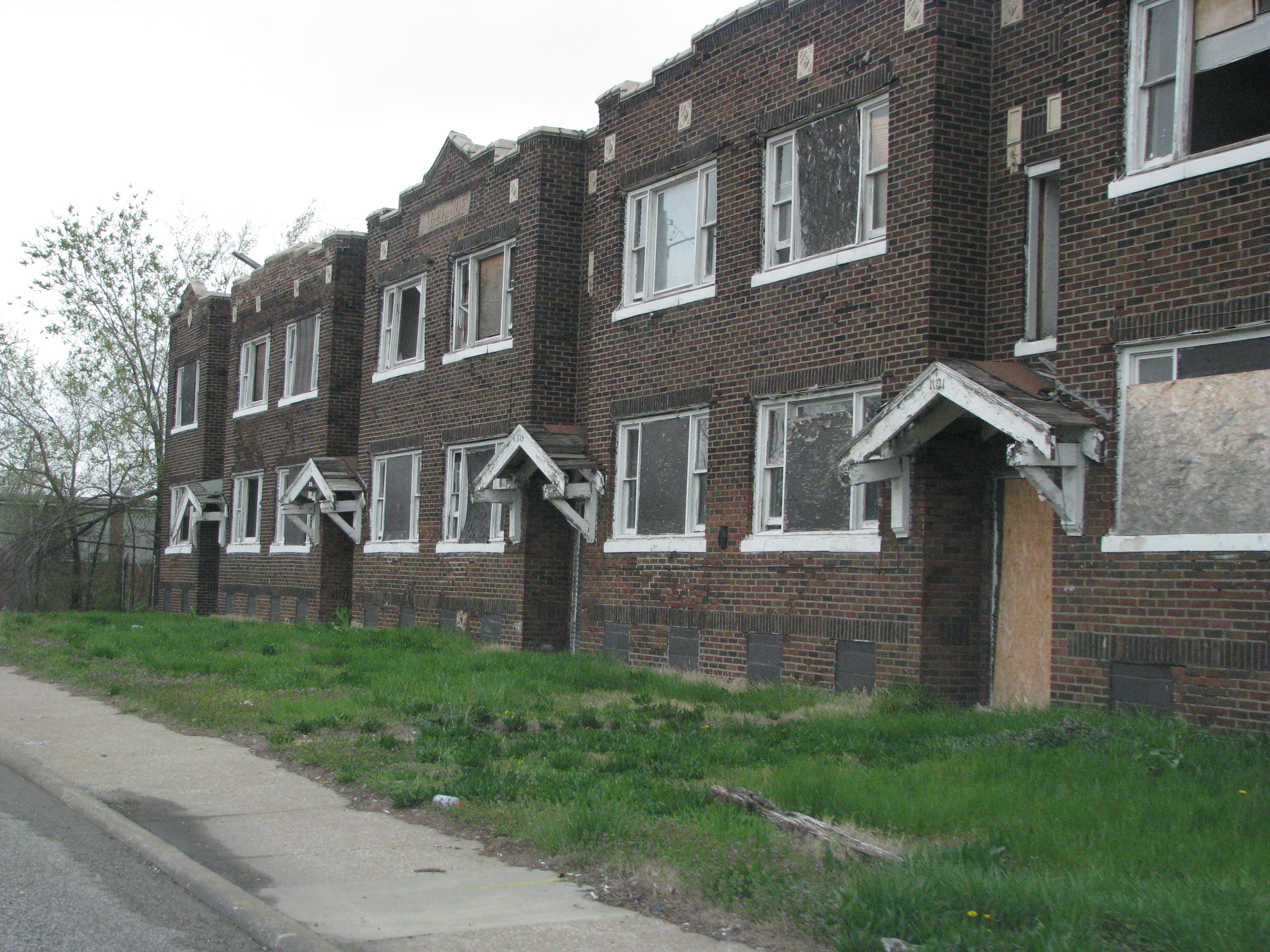
Заброшенные дома жителей, покинувших город (2008)

Ист-Сент-Луис имеет один из самых высоких уровней преступности в США. По данным ФБР на 2010 год, уровень убийств составил 74,5 на 100 тысяч населения, превысив, показатели таких городов, как Гэри, штат Индиана (48,3 на 100 тыс.), Новый Орлеан, штат Луизиана (37,6 на 100 тыс.), Балтимор, штат Мэриленд (43,3 на 100 тыс.) и Детройт, штат Мичиган (47,3 на 100 тыс.), а также уровень его соседа Сент-Луиса (37,2 на 100 тыс.). Согласно данным ФБР уровень изнасилований превышает 260 на 100 тысяч населения.
Следующая таблица показывает уровень преступности в Восточном Сент-Луисе по шести преступлениям, которые издание Morgan Quitno использует для составления своего рейтинга «Самых опасных городов Америки», сравнивая эти показатели с общими по стране.
Таблица по состоянию на 2010 год, отражено количество преступлений на 100 тысяч жителей:
| Преступление     | Восточный Сент-Луис | Средний уровень по стране |
| ---------------- | ------------------- | ------------------------- |
| Убийство         | 74,5                | 5,6                       |
| Изнасилование    | 262,5               | 27,2                      |
| Ограбление       | 979,1               | 119,0                     |
| Нападение        | 4509,0              | 252,1                     |
| Кража со взломом | 3870,8              | 700,5                     |
| Угон автомобилей | 2285,5              | 239,5                     |